# التنافس (علم الاقتصاد)

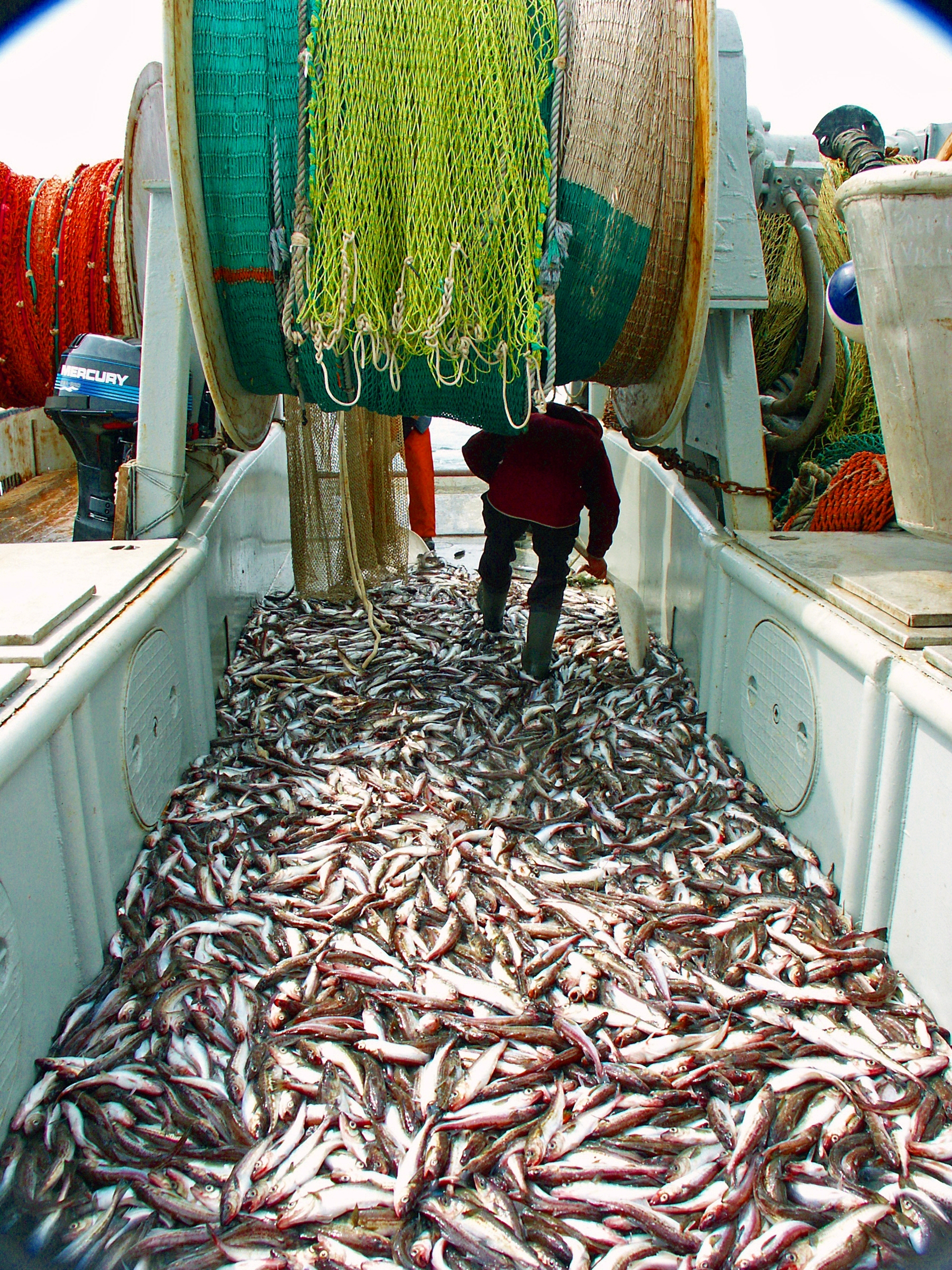
تعتبر مخزونات الأسماك البرية سلعة تنافسية، حيث إن كمية الأسماك التي تجلب من قارب واحد تقلل من عدد الأسماك المتاحة للصيد للآخرين.

في علم الاقتصاد، يُقال إن السلعة تنافسية (بالإنجليزية: Rivalry)‏ إذا كان استهلاكها من مستهلك واحد يمنع الاستهلاك المتزامن لمستهلكين آخرين، أو إذا كان الاستهلاك من طرف ما يقلل من قدرة طرف آخر على استهلاكها. وتعتبر السلعة غير تنافسية إذا كانت تكلفة توفيرها لأي فرد إضافي تصل صفرًا لأي مستوى من الإنتاج. وبهذا المعنى، فإن استهلاك فرد لهذه السلعة لا يؤثر على الاحتياطي المتاح للاستهلاك من قبل الآخرين، ولا يقلل من قدرة أي شخص آخر على استهلاكها. والسلعة التي تُعد مضادة للتنافسية وعمومية هي عندما يستفيد كل الأشخاص بشكل أكثر مع استهلاك الآخرين.
يمكن وضع السلع على خط متواصل يتراوح بين التنافسية وغير التنافسية وحتى المضادة للتنافسية. ويشار في بعض الأحيان إلى التمييّز بين السلع التنافسية وغير التنافسية باسم "التوافر المشترك" أو "الخصم" أو "عدم الخصم".
في عام 1954، أدخل الاقتصادي بول سامويلسون مفهوم الاستهلاك غير المتنافس كوسيلة للتمييز بين السلع الخاصة والعامة. وفي عامي 1959 و1969، أضاف الاقتصادي ريتشارد ماسجريف معايير التنافسية والاستبعادية لتحديد السلع الاستهلاكية.

## التنافسية
معظم السلع الملموسة، السلع المعمرة وغير المعمرة، هي سلع منافسة. فمثلاً، المطرقة هي منافس دائم، إذ يمثل استخدام أحد الأشخاص للمطرقة حاجزًا كبيرًا للآخرين الذين يرغبون في استخدام تلك المطرقة في نفس الوقت. ومع ذلك، فإذا كان المستخدم الأول لا "يستخدم" المطرقة، يعني أنه لا يزال من الممكن مشاركتها مع الوقت، وتعتبر التفاحة كذلك سلعة تنافسية غير دائمة، إذ بمجرد تناول التفاحة، تُستهلك ولا يمكن للآخرين تناولها. ويمكن أن تكون السلع غير الملموسة أيضًا تنافسية، ومن أمثلة ذلك ملكية الطيف الإذاعي وأسماء النطاقات. وبشكل عام، تعتبر معظم السلع الخاصة تنافسية.

## غير تنافسية
على النقيض، يمكن استهلاك السلع غير التنافسية من مستهلك واحد دون منع الاستهلاك المتزامن من الآخرين. وتُعد العديد من الأمثلة على السلع غير التنافسية غير ملموسة. فمثلاً، أجهزة البث والاستقبال التلفزيوني هي مثال على سلعة غير تنافسية؛ عندما يشغل المستهلك جهاز تليفزيون، فهذا لا يمنع عمل التليفزيون في منزل آخر. ويعتبر جهاز التليفزيون ذاته سلعة تنافسية، لكن البث التلفزيوني هو سلعة غير تنافسية. ومن بين الأمثلة الأخرى للسلع غير التنافسية المناظر الطبيعية الجميلة، والدفاع الوطني، والهواء النقي، وأضواء الشوارع، والسلامة العامة. وعلى نطاق أوسع، فإن معظم حقوق الملكية الفكرية غير تنافسية. في الواقع، تصبح بعض أنواع الملكية الفكرية أكثر قيمة كلما استهلكها المزيد من الأشخاص (مضادة للتنافسية). على سبيل المثال، كلما استخدم المزيد من الأشخاص لغة معينة، كلما زادت قيمة تلك اللغة.
مصطلح غير التنافسية لا يعني أن تكاليف الإنتاج الإجمالية منخفضة، ولكن يعني أن تكاليف الإنتاج الإضافية تساوي الصفر. في الواقع، يوجد عدد قليل من السلع التي تكون غير تنافسية تمامًا، حيث يمكن أن يظهر التنافس على مستويات معينة. فعلى سبيل المثال، فإن استخدام الطرق العامة أو الإنترنت أو الشرطة / المحاكم غير تنافسي حتى سعة معينة، بعدها يؤدي الازدحام إلى تقليل سرعة الاستخدام للآخرين. لذلك، تعتبر النظرية الاقتصادية الحديثة أن التنافس متواصل، وليس تصنيف ثنائي، حيث توجد العديد من السلع في مكان ما بين طرفي المنافسة وغير متنافسة تمامًا، ويمكن أن يستهلك عدد غير محدود من المستهلكين سلعة غير منافسة تمامًا في وقت واحد.

## المضادة للتنافسية
السلع تكون مضادة للتنافسية وعمومية إذا كانت فائدة المستهلك تزداد مع زيادة عدد المستهلكين الآخرين للسلعة. قدم ستيفن ويبر (2004) هذا المفهوم، حيث يقول إنه عندما يستخدم المزيد من الأشخاص البرمجيات الحرة ومفتوحة المصدر، فإنه يصبح أسهل وأكثر قوة لجميع المستخدمين. وأشار ليسيج إلى أن أي لغة طبيعية هي مناهضة للمنافسة، لأن فائدتها تزداد مع مقدار استخدامها من قبل الآخرين. ولاحظ كوبر أن الجهود المبذولة لمكافحة التغيرات المناخية هي على نحو معاكس مضاد للمنافسة، لأن الولايات المتحدة سوف تستفيد من جهود الآخرين لمكافحة هذه المشكلة، حتى لو رفضت الولايات المتحدة القيام بذلك.

## أنظر أيضًا
- تأثير الشبكة
- الاقتصاد الجزئي
- قانون متكالف
- السعي وراء الريع
- مشكلة الراكب بالمجان
- سلعة خاصة
- سلع مضادة للتنافس
- استبعادية (علم الاقتصاد)